# Snježna groznica
Snježna groznica (eng. Cabin Fever), šesti nastavak književnog serijala "Gregov dnevnik". U ovoj knjizi, Gregova obitelj ostaje zatrpana u kući tijekom snježne oluje.

## Radnja
Greg je živčan jer mora paziti da čini dobra djela oko Božića kako ne bi ostao bez darova, a mama u podrumu pronalazi lutku koja navodno šalje obavijesti Djedu Božićnjaku o ponašanju djece. Heffleyjevi kite bor, ali ga i raskićuju jer Manny želi da njegova kuglica bude prva. Zbog protunasilničkih aktivnosti u školi Greg se prisjeća kada je vrtićki dječak lovio njega i Rowleyja sa štapom. Idućeg dana uklonjena je greda za održavanje ravnoteže, pa izlazak u školsko dvorište izgleda kao zatvor. Međutim, djeca sada bulje u učenike koji pišu ispit, zbog čega se Greg ne može usredotočiti.
Greg se prisjeća kako je zamijenio videoigru s Rodrickovim CD-om kako bi je mogao igrati te kako mu je mama poklonila realističnu lutku kako bi vježbao odgovornost. Gregu nedostaje osjećaj da se brine za nekog pa mnogo vremena provodi igrajući "Internetska stvorenja". U kuću Heffleyjevih dolazi Rowley, ali on i Greg se posvađaju oko odbojke pa Greg smisli lukav izazov kako bi se malo odmorio i pobijedio Rowleyja u isti mah. Idućih dana napada snijeg, pa Greg sklopi posao s nekim tipom da mu očisti kolni prilaz za pet kuna. Međutim, snijeg je toliko napadao da Greg ništa ne uspijeva postići, pa zamrzne prilaz vodom. Međutim, tip se oklizne pa Greg završi u minusu dvadeset kuna jer je morao kupiti pet velikih vreća soli kako bi odledio prilaz.
Škola je odlučila ukloniti nezdravu hranu iz jelovnika. Mnogi se nisu bunili, sve dok nisu ukinuli energetski napitak "Krš i lom", zbog čega su ga stariji dečki počeli švercati i prodavati ovisnicima. Druga mjera je pojačavanje vježbanja, jer je Gregova škola lani bila u donjih 10% u državi. Kako bi zaradio novac za božićne blagdane, Greg odlučuje prodati potpisano prvo izdanje stripa "Druidska kula", ali ispostavi se da je potpis krivotvorila mama kako ne bi čekala u redu. Greg se zbog toga naljutio na mamu, ali idućeg dana ga je izvukla jer je Greg zaboravio na Tajni božićni prijateljski dar.
Pošto se bliži zima, Greg i Rowley odlučuju napraviti vlastiti božićni sajam. Glavna urednica im je odbila dati prostor u novinama, pa su pokrenuli "Kvartovsko ogovaralo", vlastite novine u kojima pozivaju susjede na sajam. Odluče staviti i reklame na zid škole, ali je baš tad počela padati kiša pa su ih skinuli. Međutim, ostale su zelene mrlje, zbog čega je u sutrašnjim novinama osvanula vijest "Vandali nagrdili osnovnu školu". Rowley je anonimno odao Grega, koji je odbio odati svog prijatelja te je sam odradio kaznu.
Kod kuće ga dočekuju novi problemi: Manny mu je promijenio zaporku na Internetskim stvorenjima tako da više ne može ući u igricu. Mama je donijela mađioničarski komplet iz podruma, ali Manny je razbio njezine naočale pokušavajući izvesti trik s rupom u stolu. Greg je prisiljen brinuti se za razmaženog Mannyja koji mu beskrajno otežava. Počela je snježna oluja tako da su Heffleyjevi ostali zatočeni u svojoj kući. Tata se uskoro vraća kući i donosi hranu, a Greg tražeći novac očisti snijeg, omogući rad pučkoj kuhinji i postane gradski junak.